# Ulrich von Ortenburg
Ulrich von Ortenburg (* 1188; † 14. September 1253) war als Ulrich I. Bischof von Gurk.
Ulrich von Ortenburg wurde als dritter Sohn von Graf Otto II. von Ortenburg geboren und war ein Neffe des früheren Gegenbischofs Hermann von Ortenburg. 1221 wurde er zum Bischof von Gurk gewählt, ohne dass er vorher die höheren Weihen empfangen hätte. Ulrich von Ortenburg entwickelte sich alsbald zum Vorkämpfer der Unabhängigkeitsbestrebungen des Bistums Gurk von der Salzburger Metropolitankirche. So weigerte er sich, die Regalien aus der Hand von Erzbischof Eberhard II. zu empfangen und wandte sich in dieser Sache an Papst Gregor IX. Erzbischof Eberhard war aber der päpstlichen Entscheidung zuvorgekommen und erreichte bei König Heinrich VII. den Fürstenspruch, der den Gurker Bischof verpflichtete, die Regalien aus dessen Hand zu empfangen.
Durch seine Kriegsrüstungen gegen Salzburg und seine Prozesse beim Apostolischen Stuhl stürzte Bischof Ulrich das ohnehin bereits verschuldete Bistum in noch tiefere Schulden. 
Im 1230 in San Germano zwischen Kaiser Friedrich II. und dem Papst geschlossenen Frieden kam auch das Thema Gurk zur Sprache, das eindeutig zu Gunsten des Salzburger Erzbischofs entschieden wurde. Der Gurker Bischof gab jedoch nicht auf und rüstete weiterhin gegen Salzburg. Ulrichs Freund, Herzog Bernhard von Spanheim, der bisher auf der Seite des Bischofs stand, griff nun als Vermittler ein und versöhnte Ulrich mit Eberhard II. Am 9. Oktober 1232 kam es in Salzburg zwischen den Domkapiteln von Gurk und Salzburg zu einem Vertrag, der für die nächsten dreihundert Jahre die Frage der Neubesetzung des Gurker Bischofsstuhls regelte. Ihm zufolge hatte der Salzburger Erzbischof dem Gurker Domkapitel einen Dreiervorschlag zu unterbreiten, der Gewählte musste alsdann dem Erzbischof seinen Treueeid schwören. Danach erfolgte die Bestätigung durch den Papst. 
Nach dem Frieden mit Salzburg geriet der Bischof in eine Fehde mit dem in der Steiermark regierenden Geschlecht der Peggauer, die ihm sogar sein Residenzschloss in Straßburg entrissen. Der Bischof reiste zu Papst Innozenz IV. nach Lyon, um an höchster Stelle Gerechtigkeit zu erreichen.
Bald nach seiner Rückkehr musste Ulrich jedoch wieder in Besitz seines Schlosses gekommen sein. Nach mehr als 20-jähriger Regierung verstarb der Bischof am 14. September 1253. Seine letzte Ruhestätte ist unbekannt.